# Menticirrhus saxatilis
Menticirrhus saxatilis és una espècie de peix de la família dels esciènids i de l'ordre dels perciformes.

## Morfologia
- Els mascles poden assolir 46 cm de longitud total i 1.110 g de pes.[2]

## Alimentació
Menja cucs i crustacis.

## Hàbitat
És un peix de clima subtropical (43°N-11°S) i demersal.

## Distribució geogràfica
Es troba a l'oceà Atlàntic occidental: des de Massachusetts fins al sud de Florida i des del Golf de Mèxic fins al Yucatán (Mèxic).

## Ús comercial
La seua carn és excel·lent.

## Observacions
És inofensiu per als humans.